# Color TV-Game
Color TV-Game (jap. カラー テレビゲーム Karā Terebi-Gēmu) – seria konsol z wbudowanymi grami, produkowana przez Nintendo w latach 1977–1980, sprzedawana jedynie w Japonii. Wszystkie konsole z serii sprzedały się łącznie w około 3 milionach egzemplarzy.

## Konsole

### Color TV-Game 6
Pierwsza konsola z serii, Color TV-Game, pojawiła się na rynku 1 czerwca 1977 roku. Konsola zawierała sześć wbudowanych gier, wszystkie były wariantami gry Pong, gracz kontrolował gry za pomocą pokrętła, które znajdowało się bezpośrednio na konsoli. Oprócz standardowej wersji powstała także limitowana edycja w kolorze białym (standardowa była koloru pomarańczowego) i zasilana bateriami C.

### Color TV-Game 15
Druga konsola z serii, Color TV-Game 15, została wydana 8 czerwca 1977 roku, zaledwie tydzień po poprzedniej konsoli. W przeciwieństwie do poprzednika Color TV-Game 15 zawierała kontrolery podłączone do konsoli za pomocą kabla, dzięki czemu rozgrywka była bardziej komfortowa, miała także 15 nowych wariantów gry Pong. Powstały dwie wersje kolorystyczne tej konsoli.

Logo konsoli

### Color TV-Game Racing 112
8 lipca 1978 roku, Nintendo wydało Color TV-Game Racing 112. Konsola zawierała wbudowaną grę wyścigową z widokiem z lotu ptaka, a kontrolerem była specjalna kierownica wraz z dźwignią zmiany biegów. Konsola zawierała także pomniejszone kontrolery do gry wieloosobowej.

### Color TV-Game Block Kuzushi
23 kwietnia 1979 roku Nintendo wydało Color TV-Game Block Kuzushi, znaną także jako Color TV-Game Block Breaker. Konsola zawierała wbudowaną grę Block Kazushi, która była wzorowana na grze Breakout przedsiębiorstwa Atari. Podobnie jak w przypadku Color TV-Game 6, grą sterowano za pomocą pokrętła znajdującego się na konsoli.

### Computer TV-Game
Ostatnia konsola z serii, Computer TV-Game, została wydana w 1980 roku, zawierała pierwszą grę Nintendo wydaną na automaty – Computer Othello.